# Flagler (Colorado)
Pour les articles homonymes, voir Flagler.
Flagler est une ville américaine située dans le comté de Kit Carson dans le Colorado.
Selon le recensement de 2010, Flagler compte 561 habitants. La municipalité s'étend sur 1,28 milles carrés (3,32 km2).
La ville est fondée en 1888. Elle est d'abord appelée Bowser ou Bowserville, en l'honneur d'un chien décédé. Elle prend par la suite le nom de Malowe, d'après M. A. Lowe, un avocat du Rock Island Railroad. Lorsque la compagnie de chemin de fer découvre des eaux souterraines importantes à quelques kilomètres de Malowe, la ville se décale vers son emplacement actuel. Elle est renommée en hommage à Henry Morrison Flagler.

## Démographie
| 1920 | 1930 | 1940 | 1950 | 1960 | 1970 |
| ---- | ---- | ---- | ---- | ---- | ---- |
| 544  | 540  | 506  | 793  | 693  | 615  |

| 1980 | 1990 | 2000 | 2010 | - | - |
| ---- | ---- | ---- | ---- | - | - |
| 550  | 564  | 612  | 561  | - | - |